# Poliótnoie
Poliótnoie (en rus: Полётное) és un poble del krai de Khabàrovsk, a l'Extrem Orient de Rússia. El 2012 tenia 1.143 habitants. Pertany al districte rural de Lazó.